# Luuk Hultermans
Luuk Hultermans (Tilburg, 5 maart 1993) is een Nederlands voormalig voetballer die doorgaans speelde als centrale verdediger. Tussen 2013 en 2025 was hij actief voor RKC Waalwijk, FC Oss, KFC Turnhout en VV Dongen.

## Clubcarrière
Hultermans werd geboren in Tilburg, maar hij speelde al vroeg in de jeugdopleiding van RKC Waalwijk. Bij de club uit Brabant speelde hij twee jaar bij de beloften, toen in de zomer van 2013 besloten werd hem voor één jaar te verhuren aan FC Oss. Aldaar maakte de verdediger op 4 oktober 2013 zijn debuut, toen coach Gert Aandewiel hem tegen FC Volendam (3–1 nederlaag) in de basis liet beginnen. Na één seizoen stapte hij definitief over naar de club uit Oss. In het seizoen 2014/15 kwam Hultermans niet in actie voor FC Oss en in de zomer van 2015 verkaste hij naar het Belgische KFC Turnhout. Na een jaar in België tekende de verdediger voor VV Dongen, waarmee hij in de Derde divisie kwam te spelen. Begin 2025 maakte Hultermans bekend in de zomer op eenendertigjarige leeftijd een punt achter zijn actieve loopbaan te zetten.

## Clubstatistieken
| Seizoen | Club         | Competitie     | Competitie | Competitie | Beker | Beker | Internationaal | Internationaal | Totaal | Totaal |
| Seizoen | Club         | Competitie     | Wed.       | Dlp.       | Wed.  | Dlp.  | Wed.           | Dlp.           | Wed.   | Dlp.   |
| ------- | ------------ | -------------- | ---------- | ---------- | ----- | ----- | -------------- | -------------- | ------ | ------ |
| 2012/13 | RKC Waalwijk | Eredivisie     | 0          | 0          | 0     | 0     | —              | —              | 0      | 0      |
| 2013/14 | → FC Oss     | Eerste divisie | 16         | 0          | 0     | 0     | —              | —              | 16     | 0      |
| 2014/15 | FC Oss       | Eerste divisie | 0          | 0          | 0     | 0     | —              | —              | 0      | 0      |
| Totaal  | Totaal       | Totaal         | 16         | 0          | 0     | 0     | 0              | 0              | 16     | 0      |